# Storena fasciata
Storena fasciata là một loài nhện trong họ Zodariidae.
Loài này thuộc chi Storena. Storena fasciata được Wladislaus Kulczynski miêu tả năm 1911.